# Parlington Hall

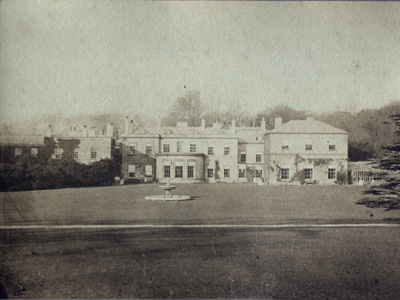
Südansicht von Parlington Hall in den 1880er-Jahren

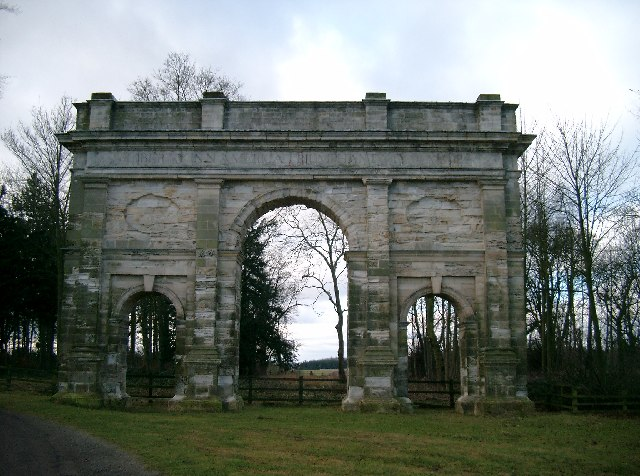
Triumphbogen

Parlington Hall war ein Landhaus im Dorf Aberford bei Leeds in der englischen Grafschaft Yorkshire (heute Verwaltungsbezirk West Yorkshire).
Das Anwesen von Parlington enthält eine Reihe interessanter Details, z. B. den Triumphbogen, ein historisches Bauwerk II*. Grades, der von Thomas Leverton entworfen und Ende des 18. Jahrhunderts errichtet wurde. Er erinnert an den Sieg der amerikanischen Kolonialisten über die Briten im amerikanischen Unabhängigkeitskrieg. Eine Inschrift auf beiden Seiten des Bogens lautet: „Liberty in N.America Triumphant MDCCLXXXIII“ (dt.: Freiheit in Nordamerika, triumphierend 1783). Weiters gibt es dort einen Tunnel, den man „Dark Arch“ (dt.: Dunkler Bogen) nennt und der gebaut wurde, um die Bewohner des Landhauses vom Verkehr auf der Parlington Lane abzuschirmen; er ist nach fast 200 Jahren immer noch intakt. Daneben gibt es ein Eishaus (ebenfalls intakt), ein Zeugnis georgianischen Ziegelbaus.

## Geschichte
Das Anwesen Parlington erwarben die Gascoignes 1546 von der Familie Wentworth. Das Landhaus ließen verschiedene Familienmitglieder mehrfach umbauen und Anfang des 20. Jahrhunderts wurde es aufgegeben. Sir Edward Gascoigne (Anfang des 18. Jahrhunderts), sein Sohn, Sir Thomas Gascoigne, der letzte Baronet, (Ende des 18. Jahrhunderts), Richard Oliver-Gascoigne (Anfang des 19. Jahrhunderts) und schließlich Isabella und ihr Gatte Frederick Charles Trench (Mitte und Ende des 19. Jahrhunderts) ließen die meisten Änderungen vornehmen. Die Ausdehnung des Landhauses an der Wende zum 20. Jahrhundert, seine Mischarchitektur und die Unmenge unterschiedlicher Baumaterialien führten zu einem uneinheitlichen Aussehen, das vermutlich nur durch die sehr angesehenen Landschaftsgärten, die oft in Lokalzeitungen erwähnt wurden, verbessert wurde. Leider sorgte der zunehmende Verfall nach der Aufgabe durch die Familie zwischen der 2. Dekade des 20. Jahrhunderts und dem Ende der 1950er-Jahre dafür, dass man das Alter der ältesten Teile des Hauses nicht mehr feststellen konnte. Die meisten Gebäudeteile, die man auf Fotografien sehen kann, wurden nach dem 17. Jahrhundert errichtet.
Sir Thomas Gascoigne, 8. und letzter Baronet, folgte 1762 seinem Bruder nach. Sir Thomas war 1780–1784 Parlamentsabgeordneter für den Wahlkreis Thirsk, 1784 für den Wahlkreis Malton und 1795 für den Wahlkreis Arundel. Er war auch ein engagierter Pferdezüchter und -trainer und gewann 1778 zusammen mit Sir Thomas Stapleton die St. Leger Stakes auf Hollandoise und das gleiche Rennen zwanzig Jahre später mit seinem selbstgezüchteten Pferd Symmetry. Er unterstützte die Sache der amerikanischen Unabhängigkeitsbewegung und ließ einen Triumphbogen zur Erinnerung an den Sieg der Amerikaner im Unabhängigkeitskrieg nach dem Muster des Konstantinsbogens in Rom am Eingang zu seinem Anwesen erbauen.
Sir Thomas Gascoigne, der letzte Baronet starb im Februar 1810 nur wenige Monate nach seinem einzigen Sohn und Erben, Tom, der einem Jagdunfall zum Opfer gefallen war. Sir Thomas ließ ein neues Testament ausarbeiten und seine Stieftochter, Mary (zweites Kind von Sir Charles Turner und Mary Turner), und ihr Gatte, Richard Oliver, erhielten so lebenslang den Ertrag des Anwesens unter der Bedingung, dass die Familie den Namen Gascoigne annahm und die beiden Nachkommen hatten. Danach leitete Richard Oliver-Gascoigne die Besitzungen. Mary starb 1819, aber bis dahin hatten sie vier Kinder, zwei Söhne und zwei Töchter. Beide Söhne starben vor ihrem Vater und die Töchter Isabella und Elizabeth erbten 1843 alle Ländereien. Während seiner Zeit in Parlington Hall, führte Richard die Rennleidenschaft von Sir Thomas fort und gewann 1811 St. Leger auf Soothsayer und 1824 auf Jerry. Er ließ 1813 den „Dark Arch“ errichten und war 1816–1817 High Sheriff of Yorkshire.
Isabella und Elizabeth, zwei sehr kreative Frauen, beauftragten sofort den Bau von Schulen, Armenhäusern und Kirchen in der Region, ließen das Anwesen umfassend verbessern und verbesserten so die Lebensbedingungen ihrer Pächter. Die Schwestern stellten selbst spektakuläre Buntglasfenster für ihre verschiedenen Projekte her. Eines davon ist bis heute im Park von Parlington erhalten. Isabellas besonderes Interesse galt dem Drechseln aus Holz, sie hatte mindestens drei Drechselmaschinen in ihrer Werkstatt in Parlington und schrieb ein Grundlagenwerk über das Thema. 1850 heiratet Isabella Colonel Frederick Charles Trench aus Woodlawn im irischen County Galway. 1852 heiratete Elizabeth Fredericks Vetter, Frederick Mason Trench, 2. Baron Ashtown, das Oberhaupt der Familie Trench. Zusammen hatten die beiden Schwestern bereits auf dem Anwesen ihres Vaters in Limerick in Irland das großartige Castle Oliver bauen lassen. Elizabeth und ihr Gatte lebten dort, während Isabella und ihr Gatte weiterhin in Parlington Hall residierten, bis sie 1891 starb.
Nach dem Tod von Isabellas Gatte im Juni 1905 wurde Parlington Hall aufgegeben. Der Sohn der beiden, Colonel Frederick Richard Thomas Trench-Gascoigne lebte ja bereits in einer anderen Familienresidenz in der Nähe, Lotherton Hall östlich von Aberford, die er nach dem Tod seiner Tante Elizabeth geerbt hatte. Nach 1905 wurde ein großer Teil des Inhalts von Parlington Hall und einige ihrer kleineren architektonischen Details nach Lotherton Hall gebracht und Parlington Hall wurde in den 1950er- und 1960er-Jahren größtenteils abgerissen, sodass nur der Westflügel erhalten blieb. In Lotherton Hall lagern viele Erinnerungsstücke der Gascoignes und sie ist öffentlich zugänglich.